# Llangelynnin
Llangelynnin est un village et une communauté du Gwynedd, au pays de Galles.

## Géographie
Llangelynnin est situé dans le sud du Gwynedd, près du littoral de la baie de Cardigan, à 9 km au nord de Tywyn et à 11 km au sud de Barmouth. La route A493 (en) et la Cambrian Line (en) traversent le village, avec une gare (en) fermée depuis 1991.
La communauté de Llangelynnin comprend aussi les villages et hameaux de Llwyngwril (en), Rhoslefain (cy) et Tonfanau (en).

## Démographie
Au recensement de 2011, la communauté de Llangelynnin comptait 673 habitants.